# Lip
Lip (también escrito LIP) es una empresa francesa fabricante de relojes, cuya difícil situación laboral en la década de 1970 llegó a convertirse en un símbolo de los conflictos entre los trabajadores y el capital en Francia.
La fábrica de LIP, con sede en Besanzón (en el este de Francia), comenzó a experimentar problemas financieros a finales de los años 1960 y principios de la década de 1970, y la dirección decidió intentar cerrar la fábrica. Sin embargo, después de una huelga y de una ocupación de la factoría en 1973 muy seguidos por los medios de comunicación, LIP pasó a ser gestionada por los trabajadores. Todos los empleados que habían visto extinguidos sus contratos fueron readmitidos en marzo de 1974, pero la empresa fue liquidada otra vez en la primavera de 1976. Esto dio lugar a una nueva serie de enfrentamientos entre los trabajadores y la dirección de la empresa, denominados "el conflicto social de los años 1970" por el diario Libération.
El líder del sindicato Confederación Francesa Democrática del Trabajo (CFDT), Charles Piaget, encabezó la huelga. El Partido Socialista Unificado (PSU), que incluía al antiguo Partido Radical liderado por Pierre Mendès France, estaba entonces a favor de la autogestión de la empresa (autogestión obrera).

## Orígenes

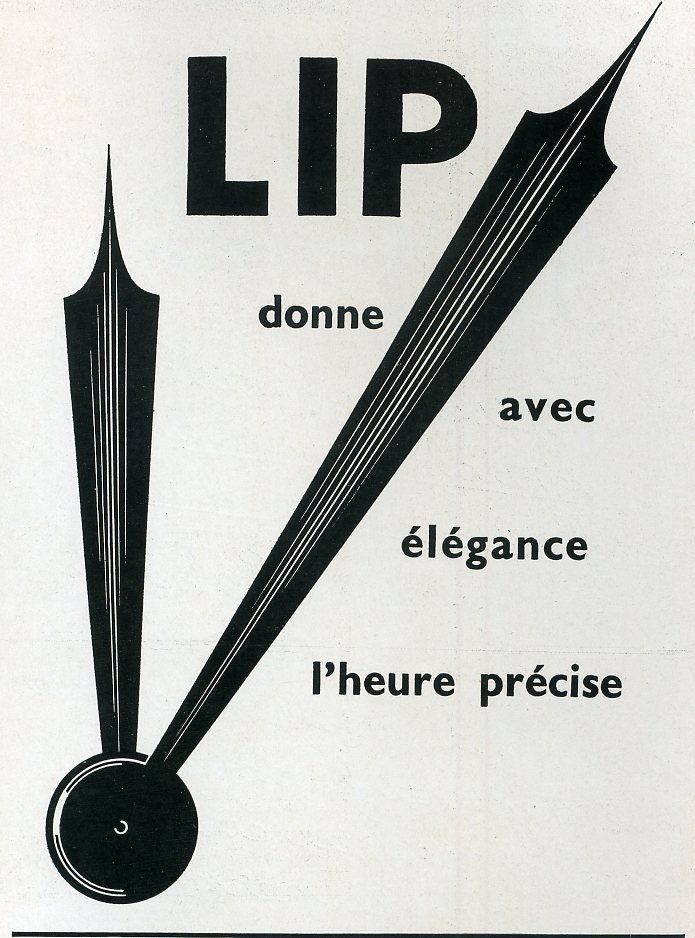
Anuncio en prensa de LIP de la década de 1930

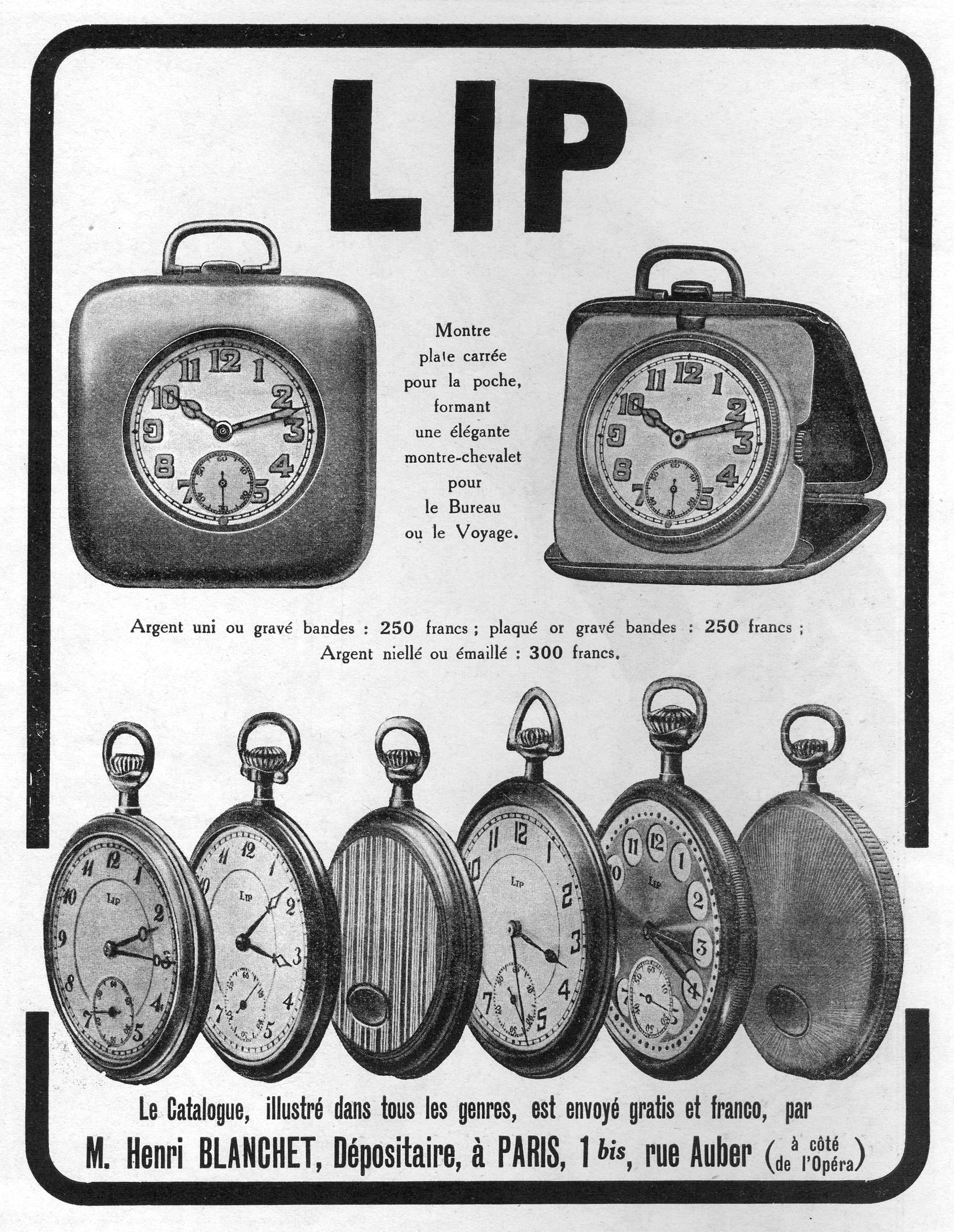
Otro anuncio de LIP (1924)

En 1807, la comunidad judía de Besançon ofreció un reloj de bolsillo mecánico a Napoleón Bonaparte. Sesenta años después, Emmanuel Lipman y sus hijos fundaron un taller de relojería con el nombre de Comptoir Lipmann. En 1893 se convirtió en la Sociedad anónima d'Horlogerie Lipmann Frères (Fábrica de relojes de los hermanos Lipmann).
La firma lanzó el cronómetro Lip en 1896. A partir de entonces, Lip se convirtió en la marca de la empresa. Fabricaban aproximadamente 2.500 piezas por año. La empresa lanzó el primer reloj eléctrico en 1952, llamado "Electronic" (considerado "electrónico" en lugar de eléctrico debido a la presencia de un diodo). Los primeros modelos "Electronic" fueron usados por Charles de Gaulle y por el presidente de los EE. UU. Dwight D. Eisenhower, mientras que anteriormente, en 1948, el icónico modelo T18 de LIP fue ofrecido a Winston Churchill.
Sin embargo, en los años 1960, esta empresa altamente especializada empezó a tener problemas financieros. Fred Lipmann, que cambió su nombre a Fred Lip, sacó a bolsa la empresa en 1967, y Ébauches SA (filial de ASUAG, un gran consorcio suizo que posteriormente se convertiría en el Grupo Swatch) se quedó con el 33% de las acciones.
Mientras tanto, los trabajadores comenzaron a organizarse para mejorar las condiciones laborales, lo que no resultó fácil. Charles Piaget, hijo de un artesano relojero, comenzó a trabajar en la fábrica en 1946 como operario cualificado, y se convirtió en representante del sindicato Confédération Française des Travailleurs Chrétiens (CFTC, Confederación Francesa de Trabajadores Cristianos). Más adelante recordaría que durante las huelgas nacionales, solo 30 o 40 trabajadores de LIP de un total de 1200 se declararon en huelga. Los que se declaraban en huelga eran contabilizados por la dirección y convocados para que explicaran sus motivos. Por entonces, a los trabajadores semicualificados de la línea de ensamblaje no se les permitía hablar o moverse más de 25 centímetros durante sus turnos.
En 1964, la CFTC se convirtió en la CFDT, un sindicato laico. Piaget participó en algunas reuniones de la ACO (Acción Católica Obrera), y luego se unió a la Unión de Izquierda Socialista (UGS, Unión de la Izquierda Socialista) durante la guerra de Independencia de Argelia (1954-62). La UGS se fusionó más tarde con otras organizaciones para formar el Partido Socialista Unificado (PSU), que incluía a Pierre Mendès France, una figura popular de la izquierda que había sido presidente del Consejo durante la Cuarta República. Durante los disturbios nacionales de mayo de 1968, los trabajadores de LIP votaron a favor de unirse a la huelga general.
Fred Lip intentó calmar el creciente descontento. Habló con los trabajadores del sindicato de la gestión científica de la producción y propuso aumentar el número de representantes de los trabajadores en el comité de empresa (la representación de los trabajadores en la fábrica), para tener representantes más jóvenes. Aunque esto era ilegal, los trabajadores del sindicato estuvieron de acuerdo y se organizaron elecciones. Aunque Fred Lip pensó que este cambio le permitiría un mayor control de los trabajadores, en menos de un año todos los representantes jóvenes se unieron a la CFTC. Fred Lip presentó entonces una propuesta a la inspección de trabajo (oficina de inspección laboral del gobierno) para eliminar todo el sector de la empresa al que pertenecían la mayoría de los trabajadores del sindicato, incluido Charles Piaget. Sin embargo, le ofreció a Piaget un ascenso, nombrándolo jefe del taller. Durante el año siguiente, los trabajadores bloquearon los intentos de eliminar el departamento, oponiéndose al personal que intentaba sacar las máquinas de la fábrica.
Sin embargo, la compañía suiza Ebauches se convirtió en el mayor accionista en 1970, tomando el control del 43% de las acciones, y despidió a 1.300 trabajadores. Al año siguiente, el consejo de administración obligó a Fred Lip a dimitir, reemplazándolo por Jacques Saint-Esprit.
LIP construyó los primeros relojes de cuarzo franceses en 1973, pero tuvo que hacer frente a la creciente competencia de Estados Unidos y Japón. El 17 de abril de 1973, la empresa se vio obligada a iniciar los trámites de liquidación de la sociedad mercantil, lo que llevó a Jacques Saint-Esprit a dimitir ese mismo día.
En las semanas siguientes, la situación laboral en la fábrica de LIP atrajo la atención de toda Francia, iniciando así uno de los conflictos sociales emblemáticos de la era posterior a mayo de 1968. El enfrentamiento duraría varios años.

## Inicio de la huelga y las manifestaciones (1973)
En mayo de 1973 se fundó un Comité de Acción (CA, Comité d'action), influido por el movimiento de Mayo de 1968. Durante una reunión extraordinaria del comité de empresa celebrada el 12 de junio de 1973, los trabajadores se enteraron por casualidad de los planes de la dirección de reestructurar y reducir el personal, que se les habían mantenido ocultos (una nota decía "450 à dégager", "deshacerse de 450"). La empresa empleaba entonces a 1.300 trabajadores. Al principio, Charles Piaget, ahora un asalariado del sindicato Confederación Francesa Democrática del Trabajo y activo en el Partido Socialista Unificado (PSU), se opuso a la huelga, prefiriendo una pausa, en la que los trabajadores harían una pausa de diez minutos cada hora.
Sin embargo, los trabajadores estaban enojados por el plan secreto de reestructuración e inmediatamente ocuparon la fábrica. Ese mismo día, el 12 de junio, retuvieron a dos administradores y a un inspector de trabajo del gobierno como rehenes. Los trabajadores querían intercambiarlos por "información más precisa", declaró Piaget (como se muestra en el documental cinematográfico de 2007). Sin embargo, alrededor de la medianoche, los tres rehenes fueron rápidamente rescatados por la policía antidisturbios de la CRS en un asalto violento. Según Piaget, este asalto conmocionó a los trabajadores, que habían sido cuidadosos durante las huelgas anteriores para no dañar la fábrica en ningún caso.
Habiendo perdido a sus rehenes humanos, los trabajadores se pusieron en huelga y se retiraron. Sin embargo, decidieron tomar las existencias como garantía para bloquear los planes de reestructuración. Se apoderaron de 65.000 relojes y los escondieron en varios lugares remotos. Discutieron la legitimidad moral de la acción, preguntándose si se trataba o no de un robo. El sentimiento católico de pecado era muy fuerte en esta región. Pero el sacerdote dominico trabajador de la fábrica Jean Raguenès, con ideas próximas al maoísmo, absolvió a los trabajadores de antemano.
Los trabajadores también se llevaron los planos de la fábrica, para evitar cualquier riesgo de que la competencia obtuviera estos secretos industriales. Al día siguiente, celebraron una asamblea general y decidieron ocupar la fábrica día y noche. La huelga fue liderada por Charles Piaget. La mitad de los trabajadores estaban afiliados a un sindicato, ya fuera la CFDT o la CGT, aunque la mayoría de ellos pertenecían a la CFDT. Los líderes eran en su mayoría miembros de los movimientos Acción Obrera Católica (AOC) y Educación popular. Entre ellos se encontraban Charles Piaget, Roland Vittot, Raymond Burgy, el sacerdote obrero Jean Raguenes y un ejecutivo de la empresa, Michel Jeanningros. Dos mujeres, Jeannine Pierre-Emile y Fatima Demougeot, también eran líderes de la CFDT en LIP. Noëlle Dartevelle y Claude Mercet eran los representantes de la Confederación General del Trabajo (CGT).
Los trabajadores decidieron abrir la fábrica a algunos visitantes, incluidos los periodistas. Esto los hizo más populares. Al principio, Jacques Chérêque, el líder nacional de la sección metalúrgica de la CFDT, desconfiaba del Comité de Acción. A petición de los trabajadores en huelga, envió a un representante, Fredo Coutet, un trabajador metalúrgico, para discutir la huelga con la sección local de la CFTC. Después de una semana, Coutet estaba convencido por su experiencia, pero Chérêque seguía mostrándose cauteloso. En ese momento, los trabajadores todavía eran escépticos acerca de organizar la autogestión obrera de la compañía, y solicitaron un empleador. Encabezada por Chérêque, la CFDT trató de encontrar un empleador que comprara la empresa.

## Experiencia de autogestión obrera (1973-1974)
El 15 de junio de 1973 tuvo lugar una gran manifestación de 12.000 personas en Besançon, una ciudad de tamaño mediano. Tres días después, una asamblea general de los trabajadores decidió continuar la producción de relojes, bajo el control de los trabajadores para asegurar "salarios de supervivencia". La lucha de LIP se popularizó a partir de entonces con el eslogan C'est possible: on fabrique, on vend, on se paie! (¡Es posible: los fabricamos, los vendemos, nos pagamos nosotros mismos!).
La alianza sindical CGT-CFDT (intersindical) pidió entonces a la revista Cahiers de Mai que les ayudara a hacer un periódico dedicado a la huelga. Este periódico, llamado Lip-Unité, contribuiría a popularizar el movimiento. Para poder reanudar la producción en la fábrica, esta vez sin empleador, vendieron los relojes que habían confiscado. En seis semanas, obtuvieron el equivalente a la mitad de los ingresos de un año normal. Michel Rocard, entonces secretario nacional del PSU, participó en la venta de los relojes.
"La cuestión de las mujeres fue una revolución dentro de la revolución", declaró más tarde Piaget. La fábrica de relojes tenía una mayoría de mujeres, especialmente entre los trabajadores semicalificados (OS, "ouvrier spécialisé") destinados en la cadena de montaje.
La dirección nacional del sindicato CGT intentó entonces tomar el control, convocando reuniones durante el día contra la voluntad de los trabajadores. Finalmente, una gran parte de los miembros de la CGT se pasaron a la CFDT, y la CGT decidió despedirlos. A pesar de estas tensiones con la dirección de la CGT, Charles Piaget declaró más tarde que los "comunistas seguían siendo esenciales".
El ministro de Desarrollo Industrial del gobierno de Pierre Messmer, Jean Charbonnel, una figura histórica del gaullismo, nombró a Henri Giraud como mediador del conflicto. El gobierno propuso entonces un nuevo plan, que incluía el despido de 159 empleados (o 180, de un total de 1.200). El 3 de agosto de 1973, los trabajadores rechazaron esta oferta. Las negociaciones entre los sindicatos, el Comité de Acción y el mediador Giraud se reanudaron el 11 de agosto. Cuatro días después, la Gendarmería Móvil (una unidad militar) ocupó la fábrica y expulsó a los trabajadores. Los militares permanecieron allí hasta febrero de 1974.
Después de esta ocupación violenta, muchas empresas de Besançon y de la región decidieron ir a la huelga, y los trabajadores acudieron a la fábrica de LIP para enfrentarse a las fuerzas militares. Los dirigentes sindicales intentaron interceder para evitar cualquier enfrentamiento, pero el gobierno ordenó arrestos, que condujeron a condenas judiciales en los días siguientes.
El 29 de septiembre de 1973 se produjo una protesta nacional en Besançon: 100.000 personas se manifestaron bajo una lluvia torrencial. La protesta fue apodada la "marcha de los 100.000". Chérêque, de la CFDT, desaprobó esta manifestación, temiendo que la policía se sintiera provocada. Un viejo granjero fue entonces a ver a Michel Rocard y le dijo que había oído, durante una reunión familiar, a un miembro de las fuerzas especiales de la policía jactarse de haber lanzado cócteles molotov y quemado más coches que los manifestantes de mayo del 68. Rocard decidió enviar una carta a los organizadores de la manifestación, advirtiéndoles. La manifestación fue no violenta.

## Fin del primer conflicto
El 15 de octubre de 1973, el primer ministro Pierre Messmer declaró con nostalgia: "LIP, c'est fini!" (¡LIP, se acabó!). Entre bastidores, algunos directivos progresistas del sindicato de empleadores CNPF, entre ellos Antoine Riboud, director general de BSN, Renaud Gillet, director general de Rhône-Poulenc y José Bidegain, vicepresidente de la CNPF, intentaron encontrar una solución al conflicto. Finalmente, Claude Neuschwander, entonces número dos del grupo publicitario Publicis Groupe y miembro del Partido Socialista Unificado (PSU), aceptó convertirse en director de la fábrica. LIP pasó a ser una filial de BSN y Neuschwander consiguió que Antoine Riboud omitiese el control regular de las cuentas semanales.
Neuschwander abogó por "la muerte del capitalismo de empresa y el advenimiento de capitalismo financiero". – o, en palabras de L'Humanité, la transición del capitalismo paternalista, bajo Fred Lip, al capitalismo financiero moderno.
Mientras tanto, además del PSU, todos los movimientos de extrema izquierda apoyaron la experiencia de autogestión de la empresa LIP. Los trabajadores de LIP participaron en la lucha de 1973-74 en Larzac contra la ampliación de una base militar. Sin embargo, las tensiones aumentaron entre la CFDT y los sindicatos de la CGT.
La delegación de LIP y la dirección de la fábrica firmaron el acuerdo de Dole el 29 de enero de 1974. La Compagnie européenne d'horlogerie (Compañía Europea de Relojería), dirigida por Claude Neuschwander, tomó el control de LIP. En marzo, Neuschwander recontrató a 850 extrabajadores y la huelga terminó. En diciembre de 1974, el conflicto parecía haber terminado: los trabajadores ya no dirigían la fábrica y todos los empleados despedidos fueron contratados de nuevo.
Sin embargo, en mayo de 1974, Valéry Giscard d'Estaing, que representaba a la libre empresa, había sido elegido presidente de Francia, con el apoyo de Jacques Chirac. Se opusieron a esta victoria sindical en un momento en que se estaban produciendo recortes de personal en todo el país. El anterior ministro de Desarrollo Industrial, Jean Charbonnel, testificó que Giscard había declarado: "Hay que castigar a LIP. Que estén desempleados y sigan así. De lo contrario, infectarán a toda la sociedad". Según Charbonnel, los empleadores y el gobierno de Chirac habían "asesinado deliberadamente a LIP".
Esto se hizo enfrentando al empleador de izquierdas, Neuschwander, y a la empresa, con dificultades imprevistas. Renault, una empresa pública, retiró sus pedidos de relojes a LIP y el Ministerio de Industria canceló la financiación prometida. Ignorando el acuerdo de Dôle firmado en enero de 1974, el tribunal mercantil solicitó a LIP que pagara una deuda de 6 millones de francos que la antigua empresa debía a los proveedores.

## El segundo movimiento (1976)

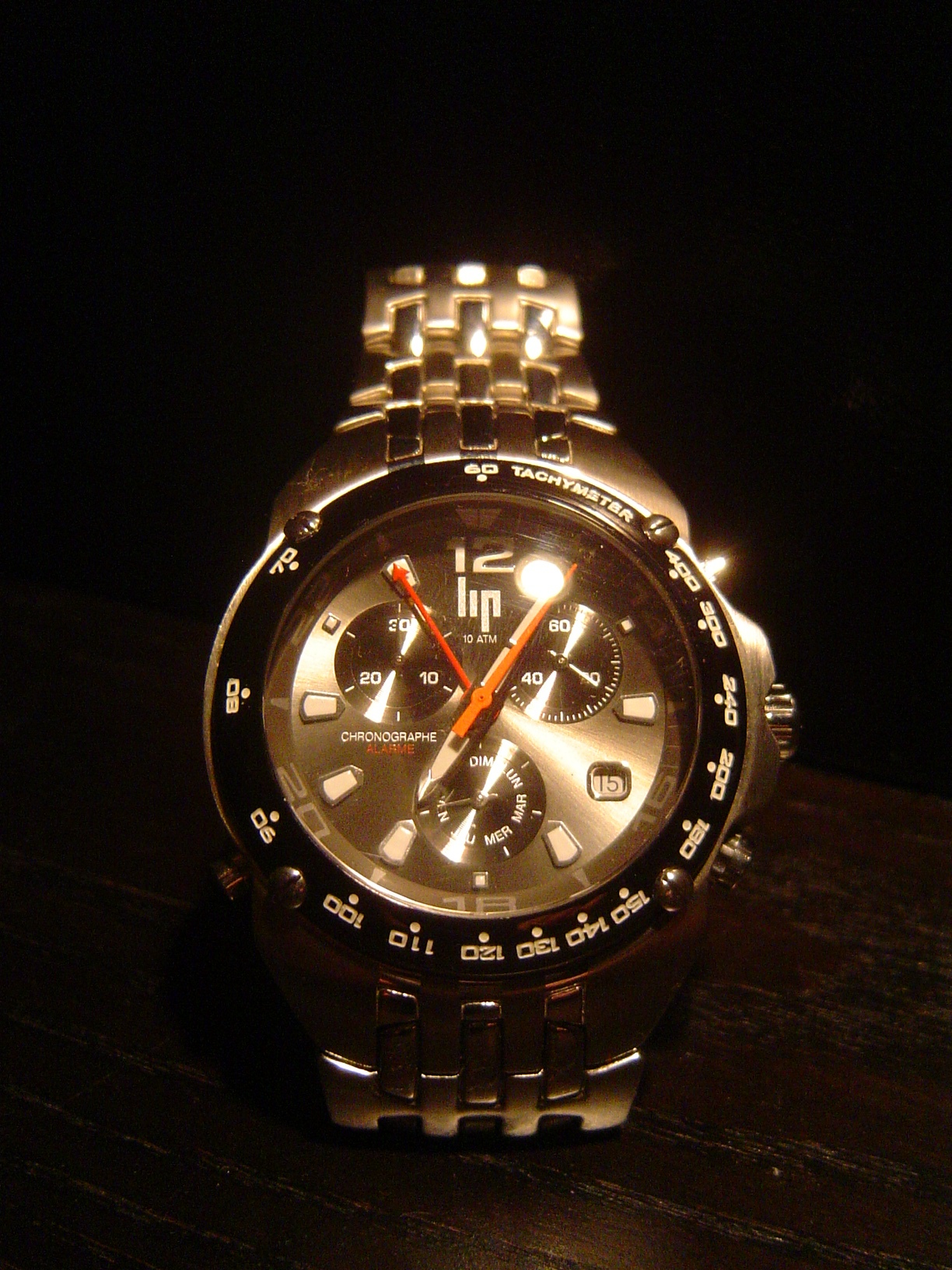
Cronómetro LIP

Los accionistas obligaron a Claude Neuschwander a dimitir el 8 de febrero de 1976 y la Compagnie européenne d'horlogerie inició un procedimiento de liquidación en abril. Los problemas entre los trabajadores y la dirección surgieron de nuevo. El 5 de mayo de 1976, los trabajadores de LIP volvieron a ocupar la fábrica y reanudaron la producción de relojes. El periódico Libération, fundado tres años antes por Jean-Paul Sartre,: 269  publicó el titular: Lip, c'est reparti! (¡Lip, vuelve a empezar!). Nadie se ofreció a hacerse cargo de LIP esta vez. La empresa fue liquidada definitivamente el 12 de septiembre de 1977. Tras largos debates internos, el 28 de noviembre de 1977 los trabajadores crearon una cooperativa, denominada «Les Industries de Palente» (Las Industrias de Palente).: 361   –  Palente era el barrio de Besançon donde se encontraba la fábrica. El acrónimo LIP se mantuvo.
Charles Piaget testificó en 1977, en el diario Quotidien de París, sobre la experiencia de autogestión:
Algo más de 500 trabajadores que están en lucha de forma efectiva, se reúnen todos los días, y eso, diecinueve meses después de haber sido despedidos. Es una prueba viviente de la democracia. Es imposible tener una fuerza colectiva así sin la práctica sostenida de la democracia, sin compartir responsabilidades y sin participación de todo tipo. Cabe señalar que en LIP, los trabajadores están a cargo de una treintena de puestos de trabajo, desde el restaurante, que sirve 300 comidas al día por 4 francos, hasta una peluquería para desempleados, pasando por una comisión judicial para estos mismos desempleados, hasta diversas actividades artesanales, una de ellas el "Chômageopoly" ("Chômage" significa desempleo en francés), que ya ha vendido más de 6.000 juegos, y finalmente la producción industrial.
El segundo enfrentamiento no terminó hasta 1980, cuando se crearon seis cooperativas que empleaban a 250 trabajadores de un total de 850. La mayoría de los demás trabajadores que se habían sumado a la lucha (unos 400) fueron contratados por la ciudad o firmaron acuerdos que les concedían la jubilación anticipada. Las cooperativas duraron entre 3 y 12 años. Tres de ellas, que luego se convirtieron en sociedades anónimas, todavía existían a comienzos del siglo XXI, empleando a un centenar de trabajadores cada una. Por ejemplo, algunos antiguos trabajadores de LIP volvieron a trabajar en Palente con la cooperativa SCOP («Société coopérative de production») Lip Précision Industrie, que emplea a unas veinte personas. La SCOP se centra en la mecánica de precisión. Según Charles Piaget, las dificultades del segundo conflicto, en comparación con la gran victoria obtenida en 1974, podrían explicarse por la elección en mayo de 1974 de Valéry Giscard d'Estaing, cuyo gobierno decidió no ayudar a las empresas en una situación difícil, y por la crisis del petróleo de 1973.

## LIP en los años 1980 y 1990
La cooperativa LIP fue recomprada por Kiplé en 1984, durante la presidencia de François Mitterrand. Sin embargo, la nueva empresa fue liquidada seis años después. En 1990, Jean-Claude Sensemat compró la marca y relanzó la producción con métodos de marketing modernos. Las ventas aumentaron hasta un millón de relojes al año. LIP reeditó el reloj de Charles de Gaulle, que Jean-Claude Sensemat ofreció al presidente estadounidense Bill Clinton.
En 2002, Sensemat firmó un contrato de licencia mundial de LIP con Jean-Luc Bernerd, quien creó La Manufacture Générale Horlogère en Lectoure Gers para la ocasión.
Charles Piaget pasó a ser miembro de AC! (Agir ensemble contre le chômage), sindicato de desempleados, mientras que el sacerdote dominico Jean Raguenès se trasladó a Brasil, donde apoyó al Movimiento de los Trabajadores Rurales Sin Tierra (MST).

## Modelos famosos
- T10 (La Croix du Sud): creado para el avión de Jean Mermoz.
- T18: concebido por André Donat, y producido entre 1933 y 1949. En 1948 se le regaló un T18 a Winston Churchill.
- l'Electronic (1952): los primeros modelos fueron usados por Charles de Gaulle y el presidente de los EE. UU. Dwight D. Eisenhower.
- Mach 2000: concebido por Roger Tallon, el diseñador del tren de alta velocidad TGV.[17]

## En la cultura popular
- Maurice Clavel, "Les paroissiens de Palente" (Los feligreses de Palente), Grasset, 1974 (novela).
- Christian Rouaud, "Les Lip, l'imagination au power" (Los Lip, la imaginación al poder), documental cinematográfico de 2007.
- Cap. Piaget, LIP, Posdata de Michel Rocard, Lutter Stock, 1973.
- Colectivo, "Lip: affaire non classée" (Lip: asunto no clasificado), posdata de Michel Rocard, Syros, 1975.
- Jean-Claude Sensemat, Comment j'ai sauvé Lip  (enlace roto disponible en este archivo). (Cómo salvé a Lip) (1990-2005).